# Liga dos Comunistas da Voivodina
A Liga dos Comunistas da Voivodina (Servo-croata: Савез комуниста Војводине, Savez komunista Vojvodine, em húngaro: Vajdasági kommunisták ligája; SKV) foi o ramo da Voivodina da Liga dos Comunistas da Iugoslávia. 

## Líderes Partidários
1. Isa Jovanović (1943)
2. Jovan Veselinov (1943 – 1946)
3. Dobrivoje Vidić (1946 – Maio de 1951)
4. Stevan Doronjski (Maio de 1951 – 1966)
5. Mirko Tepavac (1966 – 1969)
6. Mirko Čanadanović (1969 – 24 de dezembro de 1972)
7. Dušan Alimpić (24 de dezembro de 1972 – 28 de abril de 1981)
8. Boško Krunić (28 de abril de 1981 – 28 de abril de 1982)
9. Marko Đuričin (28 de abril de 1982 – 28 de abril de 1983)
10. Slavko Veselinov (28 de abril de 1983 – 28 de abril de 1984)
11. Boško Krunić (28 de abril de 1984 – 24 de abril de 1985)
12. Đorđe Stojšić (24 de abril de 1985 – 1988)
13. Milovan Šogorov (1988 – 6 de outubro de 1988)
14. Boško Kovačević (14 de novembro de 1988 – 20 de janeiro de 1989)
15. Nedeljko Šipovac (20 de janeiro de 1989 – 16 de julho de 1990)